# ماها چاکری سیریندهورن
شاهزاده سیریندهورن تایلند، شاهزاده سلطنتی و شاهزاده دباراتانا راجاسودا (تایلندی: มหาจักรีสิรินธร، ماها چاکری سیریندهورن؛ زادهٔ ۲ آوریل ۱۹۵۵) که قبلاً شاهزاده سیریندهورن دباراتاناسودا کیتیوادانادولسوباک تایلندی: สมเด็จพระเจ้าลูกเธอ เจ้าฟ้าสิรินธรเทพรัตนสุดา กิติวัฒนาดุลโสภาคย์ نامیده می‌شد، دومین دختر پادشاه بومیپول آدولیاده و خواهر کوچکتر پادشاه واجیرالونگکورن است.
تایلندی‌ها معمولاً از او به عنوان «فِرا تِپ» (تایلندی: พระเทพ) به معنای «شاهدخت فرشته» یاد می‌کنند. عنوان او در تایلندی معادل مونث عنوانی است که زمانی برادرش، پادشاه ماها واجیرالونگکورن داشت. قانون اساسی تایلند برای مجاز دانستن جانشینی زنان در سال ۱۹۷۴ تغییر کرد، بنابراین او واجد شرایط تصاحب تاج و تخت شد. او که بزرگترین فرزند دختر خانواده سلطنتی به شمار می‌رود (به استثنای شاهزاده راتانا که با یک فرد عادی خارجی ازدواج کرد)، از موقعیتی قابل مقایسه با شاهدخت سلطنتی برخوردار است.